# التحالف الدولي للمرأة
التحالف الدولي للمرأة (بالإنجليزية: International Alliance of Women)‏ هي منظمة دولية غير حكومية تعمل على تعزيز حقوق المرأة والمساواة بين الجنسين. تاريخياً، لعبت المنظمة دورًا محوريًا باعتبارها المدافع الدولي الرئيسي عن حق المرأة في التصويت. تتمسك منظمة التحالف الدولي للمرأة برؤية نسوية شاملة ومتعددة الجوانب ومتجذرة في المُثُل الليبرالية التقدمية، التي تدعمها مبادئ حقوق الإنسان والديمقراطية الليبرالية وتتبنى منظوراً أممياً ليبرالياً. تنص مبادئ التحالف الدولي للمرأة على أن جميع الأجناس "يولدون أحرارًا على قدم المساواة [ويحق لهم] على قدم المساواة ممارسة حقوقهم الفردية وحريتهم"، وأن "حقوق المرأة هي حقوق الإنسان" وأن "حقوق الإنسان عالمية وغير قابلة للتجزئة ومترابطة". في عام 1904، اعتمد التحالف اللون الذهبي (أو الأصفر) كلون له، وهو اللون المرتبط بحركة حق المرأة في التصويت في الولايات المتحدة منذ عام 1867 وأقدم رمز لحقوق المرأة؛ ومن خلال تأثير التحالف، أصبح اللونان الذهبي والأبيض اللونين الرئيسيين لحركة (حق المرأة في التصويت) الدولية السائدة.
تأسست المنظمة عام 1904 في برلين على يد كاري شابمان كات وميليسنت فاوست وناشطات نسويات في مجال الدعوة لتصويت النساء، وتعدّ واحدة من أقدم وأكبر المنظمات الدولية في مجالها وأكثرها تأثيراً. كان اسم المنظمة في الأساس «التحالف الدولي لتصويت المرأة» ومقرّها في لندن، وكانت أبرز منظمة دولية تطالب بحق التصويت للنساء. وحالياً، تمثّل المنظمة أكثر من 50 منظمة حول العالم تضمّ مئات الآلاف من الأعضاء، وأصبح مقرّها في مدينة جنيف السويسرية.
كان للمنظمة صلات قوية بعصبة الأمم منذ 1926، ومنذ 1947، وارتبطت المنظمة بالمجلس الاقتصادي والاجتماعي للأمم المتحدة، كما ترتبط بمجلس أوروبا، ولها مندوبين بمقر الأمم المتحدة بنيويورك وبمكتب الأمم المتحدة في جنيف وبمكتب الأمم المتحدة في فيينا وباليونسكو في باريس وبمنظمة الأغذية والزراعة في روما وبجامعة الدول العربية في القاهرة وبمجلس التعاون لدول الخليج العربية في الرياض، وهي عضو مؤثر بجماعة الضغط النسائية الأوروبية في بروكسل.

## تاريخها
قد أُخذ قرار تأسيس المنظمة في واشنطن في 1902 بواسطة المحبَطين المنادين بحق المرأة في الاقتراع في ممانعة من المجلس الدولي للمرأة لعدم حق المرأة في الاقتراع. تشكل التحالف رسميًا خلال المؤتمر الثاني في برلين في عام 1904 كالتحالف الدولي في حق المرأة في الاقتراع (IWSA) وكان مقرها الرئيسي في لندن لكثير من تاريخها.
وتضَمن مؤسسيها كاري شابمان كات، ميليسنت فوسيت، هيلين لانج، سوزان بي، أنيتا أوغسبيرج، راشيل فوستر أفيري، وكاثي شيرماشر.
وكان من بين المؤتمرات اللاحقة التي عُقِدت في كوبنهاجن (1906)، أمستردام (1908)، لندن (1909)، ستوكهولم (يونيو 1911)، وبودابست (1913). تأسس الإتحاد الفرنسي لحق المرأة في الإقتراع (UFSF)، في عام1909، والذي نُظِم رسميًا بواسطة مؤتمرIWFA  في لندن في إبريل في عام 1909 كما يمثل حركة الاقتراع الفرنسية. وبدأت أيضًا مجلة شهرية خاصة بها Jus Suffragii .
تأثرت (WSPU) بواسطة ميليسنت فوسيت ضد التشدد في المطالبات بحق الاقتراع باسلوب إيميلن بنخارست، والتي رفضت العضوية في البداية في اتحاد النقابات العالمي في اجتماعهم في كوبنهاجن عام 1906

## المنظمة
يعقد المؤتمر الدولي كل ثلاث سنوات في البلد الأصلي لمنظمة عضو، وينتخب المجلس التنفيذي. الرئيس الحالي والممثل الرئيسي للأمم المتحدة هو جوانا مانجانارا. يضم المجلس التنفيذي أيضًا الأمين العام وأمين الخزانة وحتى 20 عضوًا آخر، بمن فيهم نائبان تنفيذيان للرئيس ونائب الرئيس لأوروبا والدول العربية ودول الخليج العربي الفارسية وجنوب آسيا.
تعتبر جونا مارجينارا رئيسها وممثلها الأساسي في الأمم المتحدة. وممثلها الرئيسي  الحالي للأمم المتحدة في نيويورك هو صن يونج ين وهو رئيس لجنة المنظمة غير الحكومية لحالة المرأة، نيويورك والنائب الأول للرئيس ل المؤتمر في المنظمات غير الحكومية.
تعتبر اللغة الإنجليزية والفرنسية هي لغات العمل الرسمية في التحالف الدولي للمرأة.